# William A. Mitchell
William A. Bill Mitchell (Raymond, 21 de outubro de 1911 - Stockton, 26 de julho de 2004) foi um químico industrial norte-americano.
Mitchell formou-se em química na universidade do Nebraska e trabalhou de 1941 a 1976 na empresa General Foods Corporation, tendo inventado produtos como as Peta Zetas (ou Pop Rocks), a bebida Tang, a sobremesa rápida Jell-O, os ovos em pó e mais 67 patentes.